# أصفون
قرية أصفون المطاعنة هي إحدى القرى التابعة لمركز اسنا في محافظة الأقصر في جمهورية مصر العربية. حسب إحصاءات سنة 2006، بلغ إجمالي السكان في أصفون المطاعنة 29300 نسمة، منهم 15311 رجل و13989 امرأة.